# Cavariella salicis
Cavariella salicis är en insektsart som först beskrevs av Monell 1879.  Cavariella salicis ingår i släktet Cavariella och familjen långrörsbladlöss. Inga underarter finns listade i Catalogue of Life.